# 基隆南芥
基隆南芥（学名：Arabis kelung-insularis）为十字花科南芥属下的一个种。

## 扩展阅读
- 維基物種上的相關：基隆南芥